# Nokia 5310
Nokia 5310 je mobilní telefon firmy Nokia z roku 2007. Patří do hudební řady XpressMusic a je určen pro mladou generaci.
Podporuje Javu, microSDHC kartu, fotoaparát má rozlišení 2 megapixely. Telefon má vestavěné rádio, propracovaný hudební přehrávač, snadno ovladatelný díky tlačítkům umístěným po straně displeje. Podporuje formáty MP3, AAC, eAAC+, WMA. Hudbu lze poslouchat klasickými sluchátky 3.5 mm.

## Hlavní vlastnosti
| Vlastnosti              | Specifikace                                                                       |
| ----------------------- | --------------------------------------------------------------------------------- |
| Platforma               | Series40 pátá generace                                                            |
| GSM frekvence           | 850/900/1800/1900 MHz                                                             |
| GPRS                    | Ano, třída 11                                                                     |
| EDGE                    | Ano, třída 11                                                                     |
| WCDMA                   | Ne                                                                                |
| Hlavní displej          | 2", aktivní TFT, 240×320 pixelů, 16 mil. barev                                    |
| Fotoaparát              | 2megapixelový fotoaparát (1600×1200), 4x digitální zoom, nemá autofocus ani blesk |
| Nahrávání videa         | Ano, maximální rozlišení: 176×144 pixelů                                          |
| Webový prohlížeč        | Ano                                                                               |
| Multimediální zprávy    | Ano                                                                               |
| Video hovory            | Ne                                                                                |
| Push to talk            | Ano                                                                               |
| Podpora Javy            | Ano                                                                               |
| Dostupná vnitřní paměť  | 30 MB                                                                             |
| Slot na paměťové karty  | Ano, microSDHC (s novým firmware 16 GB, možná i více..)                           |
| Bluetooth               | 2.0                                                                               |
| Infračervený port       | Ne                                                                                |
| Podpora datového kabelu | Ano, micro USB                                                                    |
| E-mail klient           | Ano (kontrola na pozadí: IMAP po 5min)                                            |
| Baterie                 | BL-4CT, Li-Ion 860 mAh                                                            |
| Pohotovostní režim      | 300 hodin                                                                         |
| Doba hovoru             | 324 minut                                                                         |
| Váha                    | 70 gramů                                                                          |
| Rozměry                 | 104×45×10 mm                                                                      |
| Dostupnost              | K dostání repasována                                                              |